# زین‌العابدین (نقاش)
زین‌العابدین (انگلیسی: Zainul Abedin; بنگالی: শিল্পাচার্য؛ ۲۹ دسامبر ۱۹۱۷ – ۲۸ مهٔ ۱۹۷۶) یک نقاش اهل بنگلادش بود. از او به خاطر ویژگی‌های هنری و بینشش با لقب «شیلپاچاریا» (بنگالی: শিল্পাচার্য) «معلم بزرگ هنر» در میهنش تجلیل می‌کنند.

## زندگی
زین‌العابدین در میمن‌سینگ، بنگال شرقی، هند بریتانیا (بنگالدش کنونی) به دنیا آمد. او در سال ۱۹۴۴ از طریق مجموعه نقاشی‌هایش که برخی از قحطی‌های بزرگ بنگال را در دوره استعمار بریتانیا به تصویر می‌کشد، شهرت یافت. پس از تقسیم شبه قاره هند، به پاکستان شرقی (بنگلادش کنونی) نقل مکان کرد. در سال ۱۹۴۸، او به تأسیس مؤسسه هنر و صنایع دستی (اکنون دانشکده هنرهای زیبا) در دانشگاه داکا کمک کرد.
ایندین اکسپرس زین‌العابدین را یک نقاش و فعال افسانه ای بنگلادشی توصیف کرده‌است. مانند بسیاری از هم‌عصرانش، نقاشی‌های او دربارهٔ قحطی بنگال در سال ۱۹۴۳ به‌عنوان مشخص‌ترین آثار او در نظر گرفته می‌شوند.
زین‌العابدین پیشگام جنبش هنر مدرن در بنگلادش بود و به درستی توسط سید منظورالاسلام به عنوان بنیانگذار هنرهای مدرن بنگلادش، بلافاصله پس از استقلال بنگلادش، معرفی شده‌است.

## نگارخانه

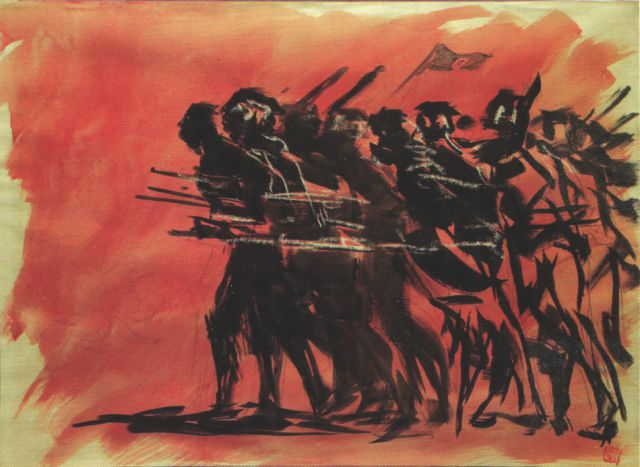
جنگ آزادی بنگلادش ، ۱۹۷۱
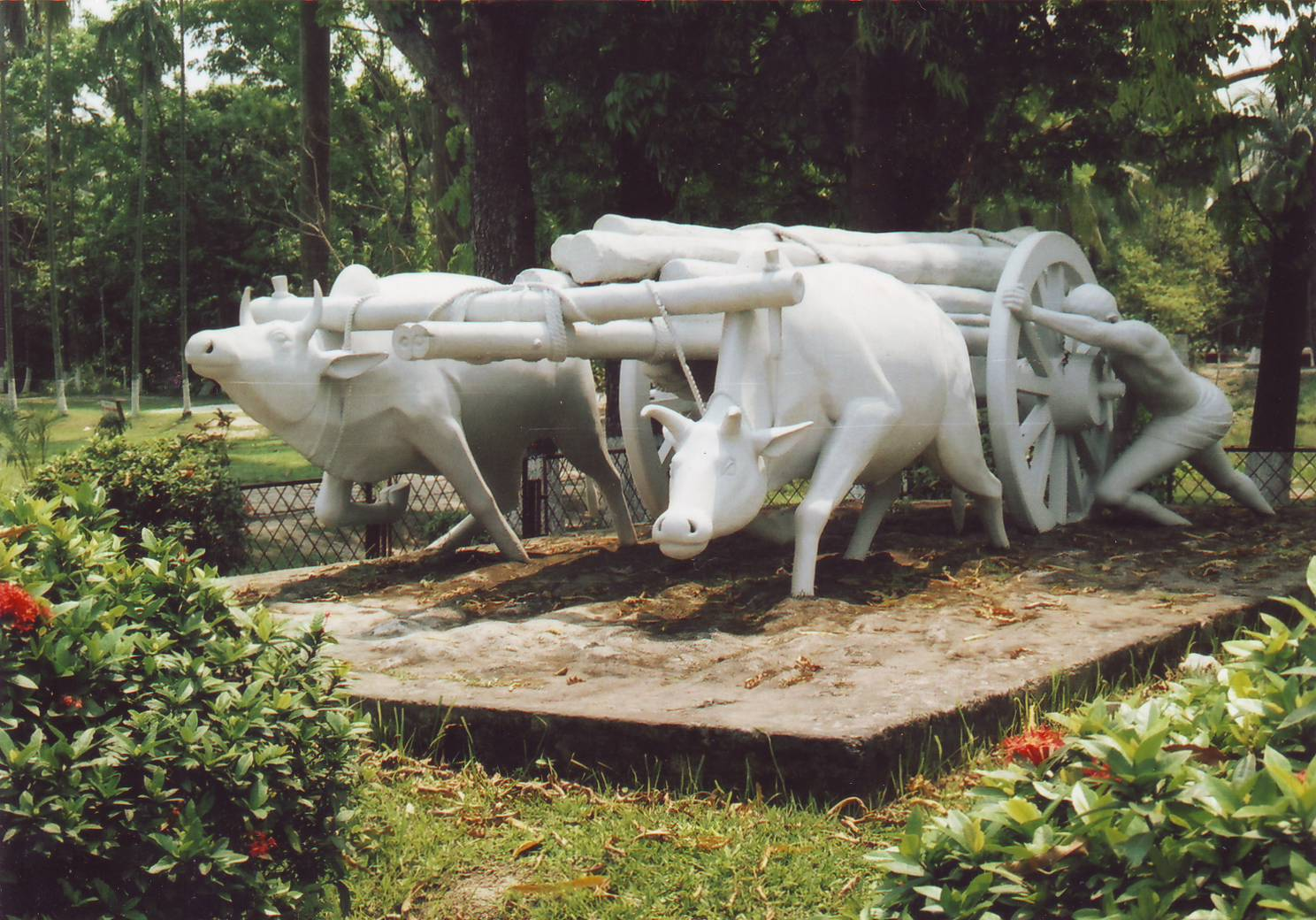
مجسمه سازی بر اساس نقاشی مبارزه
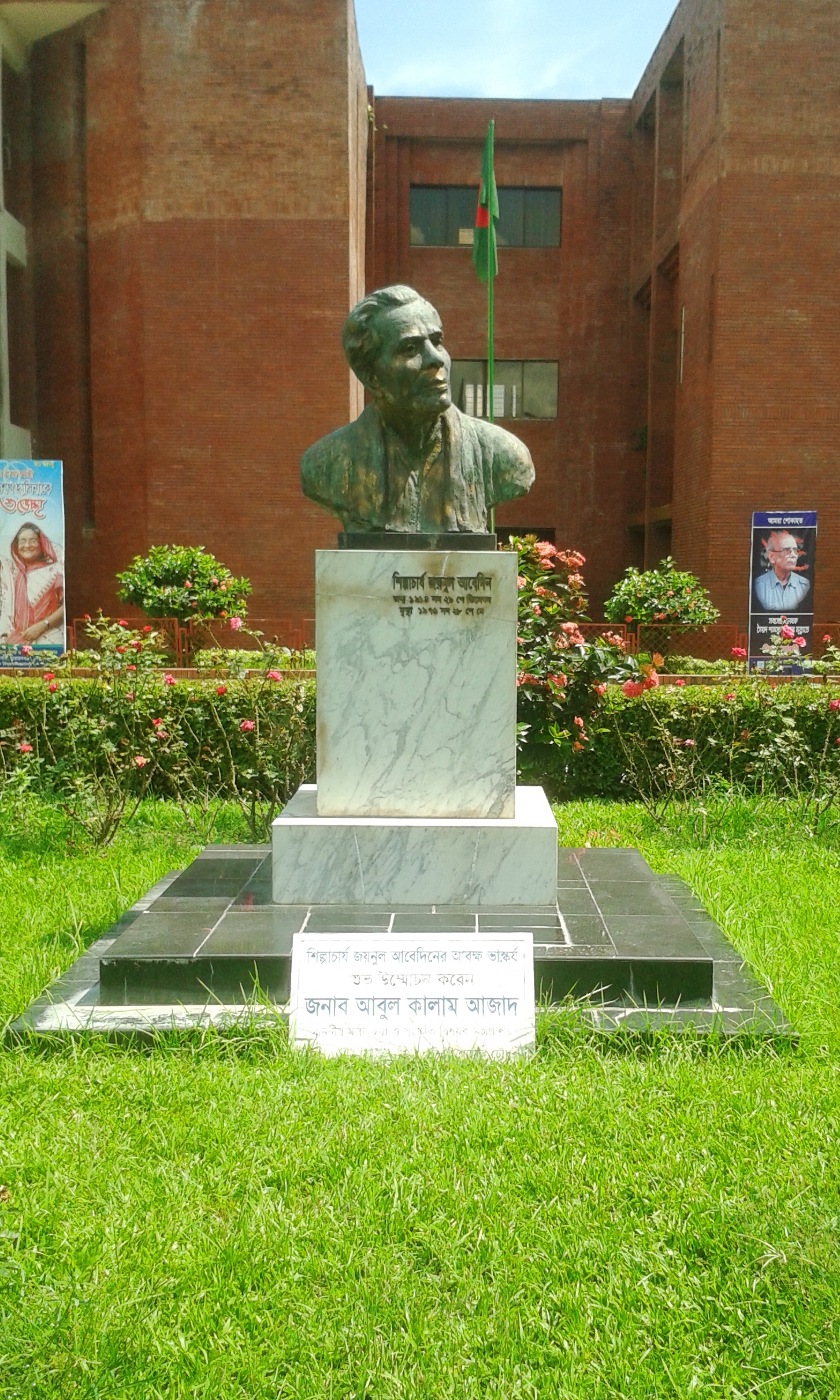
مجسمه زین العابدین، سنارگان
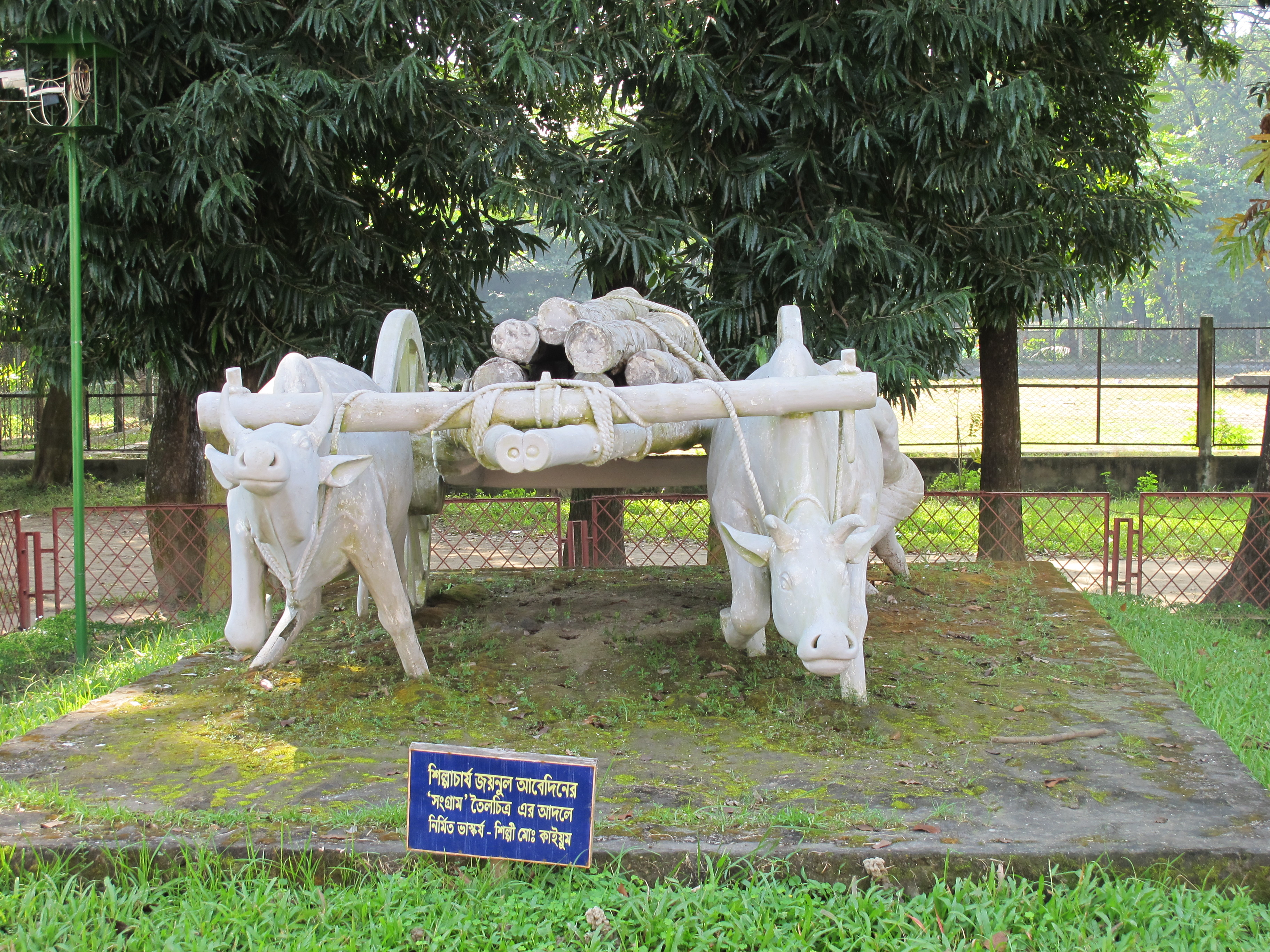
مبارزه بولاک، مجسمه سازی در سنارگان ۰۲

## میراث
در سال ۲۰۰۹، دهانه ای در سیاره عطارد به نام این نقاش عابدین نام گرفت.
جشن تولد او در بنگلادش با جشنواره ای در دانشگاه داکا و مسابقه هنری کودکان در شیلپاچاریا زین العابدین سنگراهاشالا (گالری هنری) برگزار شد.
ساختمان دانشگاهی دانشگاه رجشاهی به نام وی نامگذاری شده‌است که محل استقرار دانشکده هنرهای زیبا است.
طرح او در خانه حراج بونهامس به حراج گذاشته شد.
موزه زین العابدین در میمن‌سینگ، بنگلادش به آثار او اختصاص یافته‌است.